# جملون (موقع إنترنت)
جملون كان موقع لبيع الكتب على الإنترنت وشركة أردنية تم إنشاءها في عام 2010 لبيع الكتب إلكترونية، ويضم الموقع أكثر من عشرة ملايين عنوان، ويمكن شراء الكتب من الموقع من أي مكان بالعالم. يعد الموقع قصة نجاح علاء السلال الذي استطاع هو وعائلته بمساعدته في إدارة العمل، لتحويل الحلم الصغير إلى مشروع ضخم تصل شهرته إلى بلدان كثيرة.
مع ظهور فيروس كورونا، واجهت دول العالم إغلاقات غير منتظمة وارتفاعًا في أسعار الشحن، مما زاد من عدد التحديات التي واجهتها شركة جملون. حيث أصبح توريد الكتب أبطأ وتكاليف الشحن أعلى، مما حال دون حصول الشركة على التمويل الإضافي اللازم لاستمرارها. ولهذا لم تتمكن الشركة من تأمين التمويل الضروري، مما أدى إلى توقف عملياتها في مارس 2022.

## التأسيس
تم تأسيس جملون كموقع وشركة لبيع الكتب في منزل علاء السلال في الأردن في عمان في منطقة جبل الجوفة، كان فريقها وموظفوها مكونا من أسرته المكونة من 7 أشخاص، حيث أعطى لكل واحد من أخوته مهمة معينة عليه انجازها،
- أخته ريما الصغرى التي كان عمرها 12 عاما مديرة الاتصالات والدعم الفني، فكانت تتلقى كل مكالمات الشركة وترد عليها وتعالجها.
- شقيقه حسام (14عاما) مديرا للتسويق، يتصل بالشركات ويشرح لمسؤوليها أهداف جملون وفكرتها
- أخته روان (16 عاما) مديرة المحتوى الرقمي والموقع
- أخوه معتز (18 عاما) مسؤول العلاقات العامة
- محمد (20 عاما) مسؤول البرمجة
- عامر (22 عاما) مدير العمليات
- علاء السلال هو المدير العام

## تطوير الشركة
- بدأ المشروع انطلاقا من المنزل، وبالأدوات البسيطة التي تملكها العائلة (أجهزة حاسوب خاصة، وتليفون أرضي خصص لإدارة الموقع والرد على المكالمات، واستقبال الطلبات).[2]
- بعد شهرين من إنشاء المؤسسة حصلوا على تمويل من ومضة كابيتال بقيمة 10,000 دينار حيث تم تحويلها من المؤسسة إلى شركة [2]
- أصبح السلال يشارك في المؤتمرات خارج الأردن، للتعريف بالشركة وتسويقها في المنطقة. ومع الوقت تطورت الأفكار عن كيفية مساهمة الشركة في تطوير اقتصاد الأردن في المستقبل.
- اتقلت الشركة إلى أويسيس 500 التي عرضت عليهم الانضمام إليها، ومنحهم 10,000 دينار، ومكاتب مجانية في مدينة الأعمال. حيث إن أويسيس منحت جملون وفريقه فترة تدريبية تعلم فيها كيفية وضع خطط العمل، والخطة التسويقية، وغيرها من البرامج المتعلقة بطرق إنجاز العمل في وقت محدود.[2]

## التاريخ

### البداية
قام علاء السلال عام 2010 بالتعاون مع إخوته عامر ومحمد، بإنشاء موقعًا إلكترونيًا، كانوا قد صمموه بأنفسهم، لتوصيل الكتب الورقية من دور النشر إلى القراء.
ولمّا لم تكن أوضاعهم المادية تسمح باستئجار مكتب وتوظيف فريقٍ للعمل، بدأوا العمل من منزل العائلة في عمّان؛ يتواصل علاء مع دور نشر أردنية للحصول على عناوين كتبهم ويرفعها إلى الموقع، يشتري الأخ الأصغر معتز الكتب المطلوبة من دور النشر في وسط البلد ويعود بها في المواصلات العامة إلى المنزل، ثم يوزّع عامر الكتب على الزبائن. استمر العمل بهذه الطريقة حتى أواخر عام 2010 عندما تعاقدوا مع شركة أرامكس من أجل توصيل الطلبات محليًا. في البداية، كانت طلبات الكتب محلية ومحدودة، وكان الترويج يقتصر على صفحات الأصدقاء على الفيسبوك.
وفي عام 2011 حصل جملون على جولة استثمار «ملائكي» بقيمة 400 ألف دولار مكّنت جملون من الانتقال إلى مكتبٍ ومخزن كتب صغير نسبيًا، وزيادة عدد الموظفين ودور النشر التي تتعامل معها، كما حصلت في عامها الثاني على طلباتٍ من دول الخليج، وجعلت شحن الكتب مجانيًا داخل الأردن تحفيزًا للقراء وتوسيعًا لقاعدة الزبائن، فضلًا عن زيادة عدد العناوين على الموقع إذ أعلنت جملون في عامها الثالث عن احتوائها على تسعة ملايين عنوان.
في 2014 بدأ توسع جملون خارجيًا بعد اتفاقه مع بعض الناشرين العرب على الشراء منهم عبر حسابات ذممٍ شهرية لكن التوصيل والشحن الدولي شكل تحديًا رئيسيًا لها نظرًا لارتفاع أسعاره وأهميته للوصول إلى السوق الخليجي.

### الإفلاس
كان هدف جملون الأساسي منذ توسعه خارج الأردن إلى كامل الوطن العربي هو جذب مشترٍ كبير كأمازون لأنه وبحسب أحد المستثمرين في المشروع فإن الأفكار الشبيهة لجملون غير مربحة، لكن احتمالية شرائها من شركة كبُرى مرتفع ومجدٍ. منذ 2015 كانت جميع المؤشرات تقول بأن أمازون تسعى للاستحواذ على متجر إلكتروني في الشرق الأوسط. وهو ما كان يهدف اليه مؤسسو المتجر. وبالرغم من حدة المنافسة بين جملون وموقع سوق.كوم إلا أن أمازون قررت الاستحواذ على موقع سوق في مارس/آذار 2017. بحسب بيان الشركة فقد زاد الاستحواذ على موقع سوق الصعوبات التي واجهتها جملون في جذب المزيد من الاستثمارات.
إلا أن المؤسسين تمسكوا بأملِ أن يعيدوا أنظار أمازون إليهم مرة أخرى، لذلك قامت الشركة بتغيير استراتيجية عملها من العمل وفقًا لحجم الطلب على الكتب، إلى شراء كميات كبيرة منها بغض النظر عن رواجها. وأحدثت هذه الاستراتيجية تعقيدات في علاقة جملون مع الناشرين بسبب تأخرها في سداد ديونها. كما أن نفقات الشركة ارتفعت بشكل كبير بسبب هذا التغيير في نموذج العمل.
ومع أواخر 2019 طلب مجلس إدارة جملون إغلاق مكتب الشركة في دبي بسبب تكلفته العالية بحسب عامر، تبعه استقالة مؤسسو الشركة الأخوان عامر وعلاء في مطلع عام 2020. وقد تزامن هذا مع جائحة كورونا التي زادت من الصعوبات التي واجهتها الشركة التي زادت من تكاليف الشحن.
وفي فبراير/شباط 2021 اضطرت الشركة بعد استقالة الاخوين الى عمل إعادة هيكلة؛ فانتقلت الإدارة إلى هيئة مديرين. وتلا ذلك تخفيض النفقات عبر إجراءات منها تقليل عدد الموظفين، وتخفيض الإنفاق على التسويق، وانتقال الشركة إلى أحد مكاتب أرامكس تخفيفًا من تكاليف الإيجار، وبيع الأثاث الزائد عن الحاجة، بالإضافة إلى تخفيض تكاليف التخزين عبر الانتقال إلى مستودعات أقل تكلفة، فضلًا عن تخفيض خدمات تخزين بيانات الموقع في سيرفرات أمازون.
بعد توقف الاستثمار في جملون، بدأت ديونها بالتراكم مجددًا، ولم يجدي مع ذلك تقليص النفقات. ثم في مارس/آذار 2021 وصل إلى دور النشر إيميل من جملون في مضمونه أن الشركة تمر بأزمة اقتصادية تمنعها من دفع المطالبة المالية. وبين 2020 و2021 كانت معظم دور النشر قد توقفت تباعًا عن تزويد جملون بكتب جديدة، فيما استمرّت عمليات الشراء الإلكترونية عبر الموقع حيث تظهر أن الكتب متوفرة عليه لكن دون تلبية هذه الطلبات، فتذهب هذه الأموال لرواتب الموظفين بدون أن يحصل العميل على كتبه.
وفي أواخر 2023 أغلقت أمازون، التي كانت تزود الموقع بخدمة الاستضافة، موقع جملون لأنه ترتّب عليها مبلغ خمسة آلاف دولار تقريبًا. وفي أواسط 2022 اجتمع المستثمرين مع من تبقى من الموظفين، وأعلنوا عن إغلاق الشركة. ومن ثم استحوذت أرامكس على الكتب الموجودة بمخازن جملون في دبي والسعودية.
وقد صرحت ومضة كابيتال، أحد أكبر المستثمرين في المشروع، أن جائحة كورونا وما ترتب عليها من إغلاقات وتوقفٍ للأعمال تسبب بـ«تعطّل نموذج جملون بأكمله».
تقول جملون في بيانها إنه لم تُوزّع أي أرباحٍ طيلة فترة عملها، «حيث أن الشركة كانت تستثمر كل العوائد المالية في دعم نموذج عمل الشركة وبنيتها التحتية حتى تصل لنقطة التعادل التي اقتربنا منها لكنها لم تتحقق».

### الإغلاق
في مايو 2022 اعلنت جملون عن أن سبب انهيارها هو تكلفة شحن الكتب العالية التي عادة ما يكون مصدرها بلاد الشام ومصر ووجهتها دول الخليج. بعد صفقة سوق.كوم التي زادت من صعوبات جذب الاستثمارات للمشروع ومن ثم جائحة كورونا التي زادت من أسعار الشحن، لم يعد جملون قادرًا على استكمال عمله. جملون ألقى باللوم على ما وصفه بـ"عدم نضوج سوق النشر في العالم العربي" حيث قال بأن أغلب دور النشر العربية ما زالت تنتهج الطباعة التقليدية للكتب وعدم قبولها تجربة نموذج عمل الطباعة عند الطلب التي كان الهدف منه حل مشكلة تكاليف الشحن المرتفعة في الوطن العربي.

## روابط خارجية
- الموقع الرسمي